# Lajtos Nóra
Lajtos Nóra (Püspökladány, 1977. április 26.–) magyar író, költő, irodalomtörténész, kritikus, szerkesztő, tanár.

## Életpályája
Gyermek- és ifjúkorát Nádudvaron töltötte. 1995-ben érettségizett a püspökladányi Karacs Ferenc Gimnáziumban. 1995–1999 között a Nyíregyházi Főiskolán tanult magyar–ének-zene, zongoraoktató szakon. 1999–2002 között a Debreceni Egyetemen szerzett magyar szakos tanári oklevelet, majd ugyantt 2013-ban PhD (doktori) oklevelet summa cum laude minősítéssel (doktori témája Sánta Ferenc rövidprózája).
1999–2002 között a debreceni Kazinczy Ferenc Általános Iskolában tanított, s mellette zongorát oktatott a Muzsikáló Egészség Alapítvány magánzeneiskolájában. 2002-től 2018-ig a debreceni Medgyessy Ferenc Gimnázium magyartanára volt.  
2011-ben megalapította az Irodalom21 – A debreceni magyartanárok lapja című negyed-, később féléves kiadványt, amelyet 2016-ig egyedül szerkesztett.  
2016-ban és 2021-ben NKA alkotói ösztöndíjas.  
2018-ban a Debrecen Város Kultúrájáért Alapítvány ösztöndíjasa.  
Állandó szereplője a Versmaratonnak. Művei jelentek meg Az év versei, Az év novellái, illetve A századelő novellái című antológiákban. A hetedik online folyóirat szerkesztője.  
Versei, novellái, drámája, kritikái, tanulmányai, esszéi, recenziói, tárcái jelentek meg számos belföldi és külföldi folyóiratban. Publikációi száma eléri a 300-at. (Hitel, Irodalmi Jelen, Tiszatáj, Tiszatáj Online, Forrás, Kortárs Online, Alföld Online, Előretolt Helyőrség, Kulter, Prae, Eső, Napút, Napút Online, Magyar Napló, Olvasat, Irodalmi Szemle, A Vörös Postakocsi, Bárka, Pannon Tükör, Szabolcs-Szatmár-Beregi Szemle, A Hetedik, kolozsvári Helikon, Ezredvég, Magyar Múzsa, Újvárad, Szépirodalmi Figyelő, Irodalomtörténeti Közlemények, Agria Archiválva 2022. november 29-i dátummal a Wayback Machine-ben, Partium, Palócföld.)  
2018 óta szabadfoglalkozású. 

### Családja
Szülei: Lajtos Lajos (1955) szerviztechnikus, Ludman Mária (1955) mérlegképes könyvelő. Testvére: Lajtos Melinda (1983) tüdőgyógyász szakorvos. Gyermeke: Zima Marcell (2007). 

### Szervezeti tagságok
- 2006-tól a Nemzetközi Magyarságtudományi Társaság tagja
- 2015-től a Magyar Írószövetség tagja
- 2022-től a Magyar PEN Club rendes tagja

## Munkássága

### Méltatások
Lajtos Nóra kötetének fő érdeme, hogy újabban elhanyagolt (Sánta Ferenc több évtizede, Szilágyi Domokos csak néhány éve), feledésre ítélt szerzők műveit érinti, s ezzel új és régi egyoldalúságok orvosolásához járul hozzá. Markánsan foglal állást a nemzeti értékek és a népi irodalomhoz kapcsolódó irodalmi hagyomány dolgában. (Imre László: A tiszta beszéd varázsa c. kötetről, 2014)
A költőnő lírájának visszatérő motívuma a nagy elődök megidézése, a lírai hagyományok, s azok „lámpásai” előtt való tisztelgés. Mindezt tudatos építkezéssel ágyazza be a költőnő az egyéni emlékezet világába és a jelen megélésébe. Sursum coda ad Dominum!” – hallatszik ki a versekből a valódi ima. Ez a költészet nem hangos és nem hivalkodó, annál inkább totális egész világszemlélet. (M. Fehérvári Judit a Sorsszimfóniákról, 2015)
A Debrecenben élő költő számára nincs határ hétköznapi és isteni szféra között, élet és halál szűk mezsgyéjén, mindenütt ott ül az Isten. Megszenvedett ez az isten-élmény, a keresés kínjától terhes. Az olvasó számára mégsem nyomasztó ezen a kereső, tapogatózó úton végigmenni, mert a plasztikus, láttató erejű képek, egy-egy telitalálatszerű megfogalmazás, a forma öröme kárpótol. (Lakatos-Fleisz Katalin A tölcsérjázmin éneke c. kötetről, 2021)
Összességében Lajtos Nóra első gyermekverskötetében is megmutatta, amellett, hogy a magyar (gyermek)irodalmi hagyományok ismeretének birtokában van, rutinosan alkalmazza a különböző poétikai eszközöket, de mindenekelőtt kitűnően tud gyermeknyelven szólni. (Farkas Gábor a Cserbókáról, 2022)
Lajtos Nóra versgyűjteménye egyszerre tényszerű, s a költészet erejével ható alkotás. A szerző egy olyan írói formát dolgozott ki gyermekkora bemutatásához, amely egyszerre próza és vers is. Az alcím – versszociográfia – szerint szoció-lenyomat, amely teljes egészében lefedi a költő szándékának lényegét. (Serfőző Simon A gyermekkor tenyerén c. kötetről, 2022)
Lajtos Nóra kötetében gyermekélményeket ír le a rá nagyon is jellemző transzcendentális szférákba is betekintő lírai érzékenységgel, s ez a retrospektív líra szinte adatszerű pontossággal jeleníti meg a gyermekkorban megélt tapasztalatokat. A kötet egyfajta önéletrajzi írás is egy olyan életszakaszra fókuszálva, mely jelentősen hozzájárul a személyiségfejlődéshez, s a költői életmű teljesebb megértéséhez. (Csontos Márta A gyermekkor tenyerén c. kötetről, 2022)

### Kritikai visszhang
- A tiszta beszéd varázsa (2014)[2]
- Szénási Miklós: Sorsszimfóniák (2015)
- M. Fehérvári Judit: A hiányoktól megperzselt lélek, s a relatív igazságok költője (2017)
- Példázat és etika (2018)
- A Szerzőbe oltott tisztelet jogán (2019)
- A tölcsérjázmin éneke (2021)
- Csontos Márta: A szent és a profán pipacsmezején (2022)[3]
- B. Tóth Klára: Szívben fészkelő fájás. Lajtos Nóra haikukötetéről (2022)[4]
- Kondás Krisztina: Hazaúton Isten lábnyomában (2022)
- Cserbóka (2022)
- Farkas Gábor: "Egy szívecske dobog bennem..." (2022)
- A gyermekkor tenyerén (2022)
- Csontos Márta: Vörös és fekete. Lajtos Nóra versszociográfiájáról (Magyar Nemzet, 2023. január 28.)

### Interjúk
- Nem lehet megvásárolni, mégis sokan szeretik az Irodalom21 című folyóiratot (2013)
- Szénási Miklós beszélgetése Lajtos Nórával (Partium, 2019. tél)
- Vámosi Kira: Nádudvarhoz kötődő szív, debreceni sikerek: dr. Lajtos Nórával beszélgettünk (2020)
- Walzer Patrik: Lajtos Nóra nőiségről, irodalomról (2020)
- Geréné Sárga Mónika: Isten mindig a szíveden ül. Dr. Lajtos Nóra író, költő, irodalomtörténész, zenetanárral beszélgetünk a betegek világnapja alkalmából (2022)[5]
- Lakatos-Fleisz Katalin interjúja: kitöltöttem a csöndem... (Magyar Napló, 2023. január)[6]

### Rádiófelvételek, szavalatok
- Kossuth Rádió, 2020. július 31., Együtt a versben – Kubik Anna előadásában[7]
- Kossuth Rádió, 2022. január 14., Vers napról napra[8]
- Női táska és egyebek, 2022. febr. 23. – a szerző előadásában
- Kossuth Rádió, 2022. május 24., Vers napról napra[9]

## Főbb művei

### Kötetek
- A tiszta beszéd varázsa. Tanulmányok, recenziók, kritikák; Hungarovox, Budapest, 2014
- Sorsszimfóniák, versek; Magyar Napló Kiadó, Budapest, 2015
- Példázat és etika. Sánta Ferenc rövidprózája; monográfia, Magyar Napló Kiadó, Budapest, 2018
- A Szerzőbe oltott tisztelet jogán. Tanulmányok, recenziók, kritikák; Hungarovox, Budapest, 2019
- Szívben fészkelő. 140 haiku; Cédrus Művészeti Alapítvány, Budapest, 2020
- A tölcsérjázmin éneke. Istenes versek; Cédrus Művészeti Alapítvány, Budapest, 2021
- Cserbóka. Gyermekversek; Hungarovox, Budapest, 2022
- Tarisznyaversek, ballagási versek, 2022
- A gyermekkor tenyerén, versszociográfia, Cédrus Művészeti Alapítvány, Budapest, 2022
- Fehér szektor, novellák, Orpheusz Kiadó, Budapest, 2022
- Égbe szaggatott pogácsák. 50 rövidpróza (tárcák); Napkút, Budapest, 2024[10]
- Hétszirmú a végtelen. Zenélő versek; Cédrus, Budapest, 2025[11]

### Online publikációk
- „Az én hitem az, hogy az ember jó...”. Mitopoétika és medialitás Sánta Ferenc rövidprózájában (PhD.-értekezés, Debrecen, 2013)
- Sánta Ferenc-novellák a televízióban (tanulmány, 2017)[12]
- Képleírások és művészsorsok. Móricz és a festészet (tanulmány, 2019)[13]
- Fehér szektor. Kamaradarab két ülésben (dráma, 2020)
- A 6-os számú (novella, 2020)[14]
- A tölcsérjázmin éneke (vers, 2020)[15]
- „gyengébb fénnyel ég a mécs”. Elmúlásköltészet Ágh István Szélcsend című kötetében (kritika, 2021)[16]
- Válladról a zsákot én cipeljem (tárca, 2022)[17]
- Kiragyog a költők közül. Alanyi költészet és közéleti-közérzeti líra Tóth Erzsébet Kínai legyező című kötetében (kritika, 2022)[18]
- Vénusz könnyei a pipacsmezőn (tárca, 2022)[19]

## Díjai
- Litera.hu, kritikaíró pályázat I. díja, 2018
- Magyar Nemzeti Levéltár, Márai levélíró pályázat II. díja, 2019
- Cédrus, haikupályázat díjai (2018, 2019, 2020, 2021)
- Irodalmi Jelen, novellapályázat I. díj, 2019
- Napút-nívódíj, dráma kategóriában, 2020
- Bella István-díj (2023)[20]